# Бойцовский клуб (телепрограмма)
«Бойцовский клуб» — российское еженедельное молодёжное ток-шоу, выходившее по средам в 23:15 на телеканале «ТВ Центр» с 28 марта по 4 апреля 2007 года.

## О программе
Программа снималась в помещении московского клуба «Билингва». Всего вышло 2 выпуска.
Тема первого выпуска программы: «Налог на роскошь», тема второго: «Москва не резиновая». Снята с эфира с 11 апреля 2007 года. Тема выпуска программы, который был записан, но не вышел в эфир 11 апреля: «Призыв в армию».
По словам шеф-редактора программы Алексея Навального, программа перестала выходить исключительно по политическим мотивам.
Один из ведущих шоу — Станислав Кучер — ранее (за два года до «Бойцовского клуба») был отстранён от ведения информационной программы «События: 25-й час» на канале «ТВ Центр».
Телекритик Ирина Петровская следующим образом прокомментировала закрытие программы:
Объяснения, которые я слышала, кажутся мне какими-то странными, потому что, с одной стороны, человек, который эту программу делал, говорит, что причина политическая, с другой стороны, от имени руководства канала заявляется, что просто программа еще сырая, её нужно доделать, и со временем она вернется, только с другими ведущими. Меня это всегда дико изумляет, потому что все-таки это канал, а не какой-то клуб художественной самодеятельности, но даже и в клубе, прежде чем предложить зрителю какой-то спектакль или концерт, там репетируют, там как-то просчитывают, будет ли это иметь успех, и предположить, что вот так с бухты-барахты запустили что-то, потом посмотрели — «А, второй выпуск — сырая, еще надо думать и думать, снимаем» — это дичь. Это говорит о том, что на этом канале либо отсутствует какой-то реальный профессиональный менеджмент, программная воля и стратегическое планирование, либо, действительно, есть в этом какая-то политическая подоплёка, в чем, собственно, я не сомневаюсь.
По данным компании «TNS Gallup Media», в 2007 году «Бойцовский клуб» имел один из самых высоких рейтингов на канале: 3,8 % при рейтинге в 0,85 % по России, и показатели 7,2 и 2 % по Москве. Средняя доля канала в день выхода программы в эфир составляла по России 2,5 %, а по Москве — 6 %.
Вместо «Бойцовского клуба» (телеверсии проекта «Политические дебаты» молодёжного движения «Демократическая альтернатива»), по средам на «ТВ Центре» стало выходить еженедельное ток-шоу «Улица твоей судьбы», которое столичный телеканал готовил совместно с партией «Единая Россия» и Мосгордумой.
Впоследствии «Бойцовский клуб» был заменён программой со схожим форматом — «Только ночью». Съёмки телепрограммы вместо клуба «Билингва» стали проводиться в «Цистерна Холл», а затем клубе IKRA. Ведущих Станислава Кучера и Павла Святенкова заменили два брата-близнеца.